# José Agustín Goytisolo

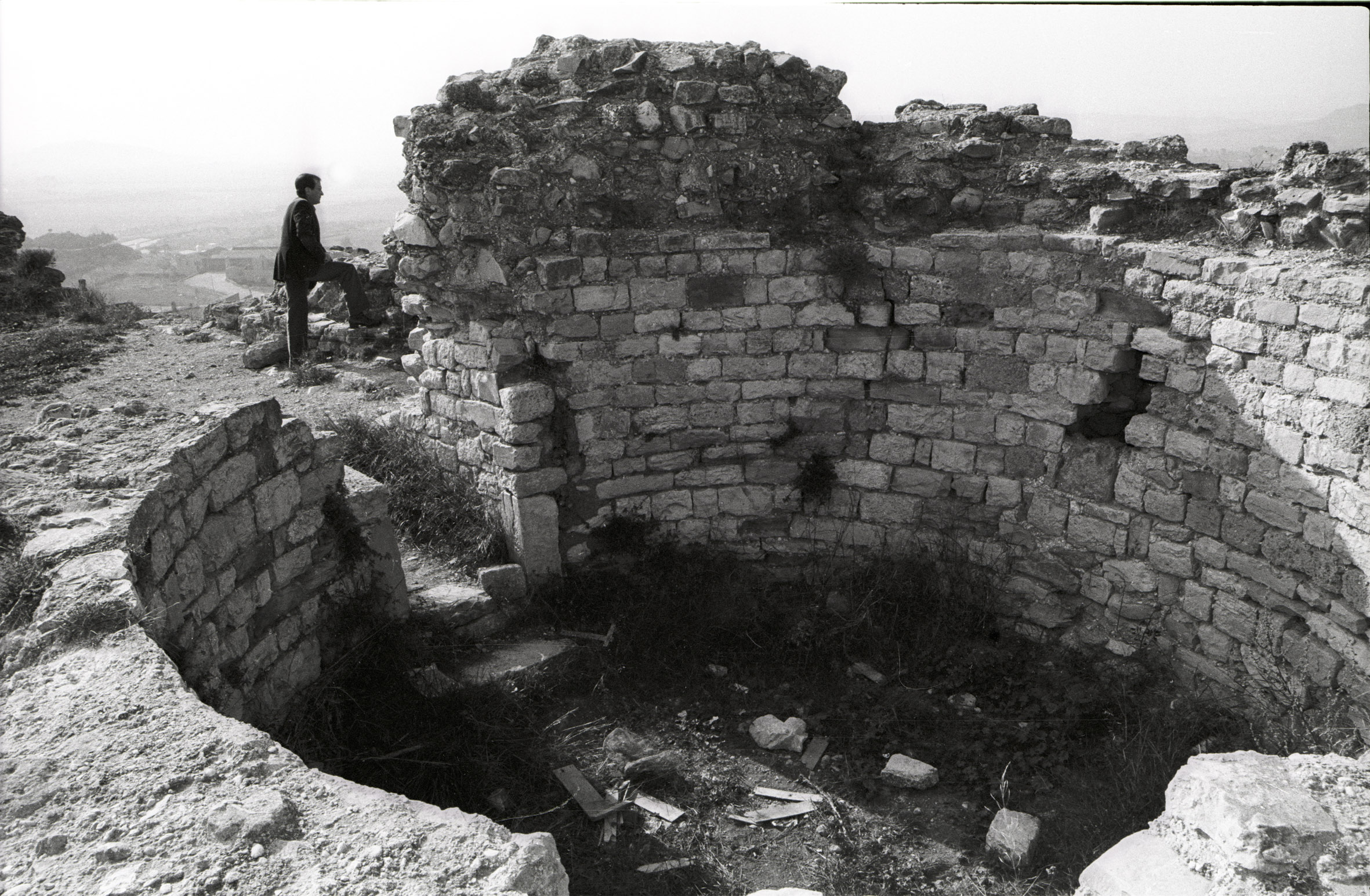
José Agustín Goytisolo, 1984, Barberá del Vallés.

José Agustín Goytisolo (* 13. April 1928 in Barcelona; † 19. März 1999 ebenda) war ein spanischer Dichter. Er war der bedeutendste katalanische Poet seiner Zeit und zählt zu den bekanntesten spanischsprachigen Dichtern. 

## Leben
JAG stammt aus einer wohlhabenden Familie. Seine Brüder Juan Goytisolo und Luis Goytisolo sind ebenfalls Schriftsteller. Am 17. März 1938 verlor er seine Mutter bei einem Bombardement. Der Tod der Mutter und seine Trauer bestimmten maßgeblich sein poetisches Werk. 1945 begann er, an der Universität Barcelona Recht zu studieren, die letzten zwei Jahre des Studiums wechselte er nach Madrid. 1952 beendete er den Militärdienst und begann als Anwalt zu arbeiten. Zu dieser Zeit wurde er mit den Mitgliedern der Escuela de Barcelona bekannt, die gemeinsam die Zeitschrift Laye herausbrachten und nahm an allen Ereignissen teil, die dieser literarische Zirkel initiierte. Ab 1962 arbeitete er beim Verlag Seix Barral als Berater und Übersetzer. In den 1970er Jahren arbeitete er in einem Architekturbüro, währenddessen er ständig auf Reisen ging, um seine Gedichte vorzutragen, in Zeitschriften mitarbeitete und sich politisch engagierte.
Sein Leben endete abrupt durch einen Sturz vom Balkon seines Hauses, man vermutete eine Depression als Ursache für den „Selbstmord“. Sein wohl bekanntestes Werk Palabras para Julia widmete er seiner Tochter Julia Gay, die er nach seiner Mutter benannt hatte.

## Werk
- El retorno 1955
- Salmos al viento 1956
- Claridad 1959
- Años decisivos 1961
- Algo sucede 1968
- Bajo tolerancia 1973
- Taller de Arquitectura 1976
- Del tiempo y del olvido 1977
- Palabras para Julia 1979
- Los pasos del cazador 1980
- A veces gran amor 1981
- Sobre las circunstancias 1983
- Final de un adiós 1984
- Como los trenes de la noche 1994
- Cuadernos de El Escorial 1995
- Elegías a Julia Gay 1993

## Auszeichnungen
- Premio Adonais 1954
- Premio Boscán 1956
- Premio Ausias March 1959